# Дино-кубик

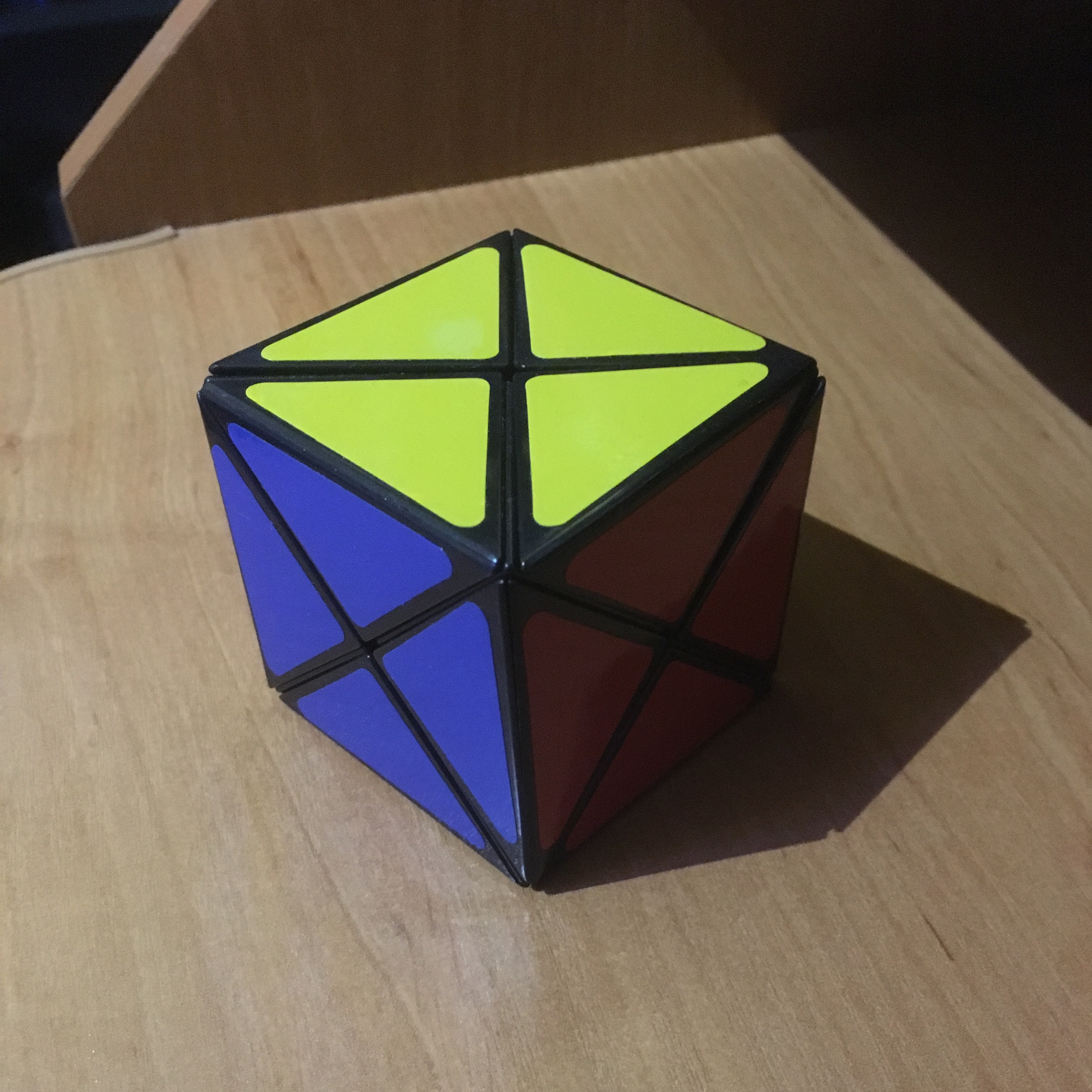
Собранный кубик

Дино-кубик (англ. Dino Cube) ― головоломка, похожая на кубик Рубика. Была придумана Александром Александровичем Ордынцем в 1981 году, о чём свидетельствует патент. Десять лет спустя кубик был запущен в серийное производство.

## Описание
Кубик состоит из 12 двуцветных деталей. Общее количество перестановок кубика равно:
{\displaystyle {\frac {11!}{2}}=19} {\displaystyle 958} {\displaystyle 400}
Это число мало по сравнению с количеством перестановок у кубика Рубика, но оно больше, чем у карманного кубика (около 3,6 млн) и пирамидки Мёфферта (около 930 тысяч). Поскольку число перестановок сравнительно невелико, дино-кубик прост в сборке и решается при помощи одного алгоритма, называемым "Sledgehammer".

## Разновидности
Существует несколько версий головоломки. Среди них:
- BrainTwist
- Platypus
- Redi Cube
- Rainbow Cube[4]
- Lattice cube
- Mosaic cube

## Галерея

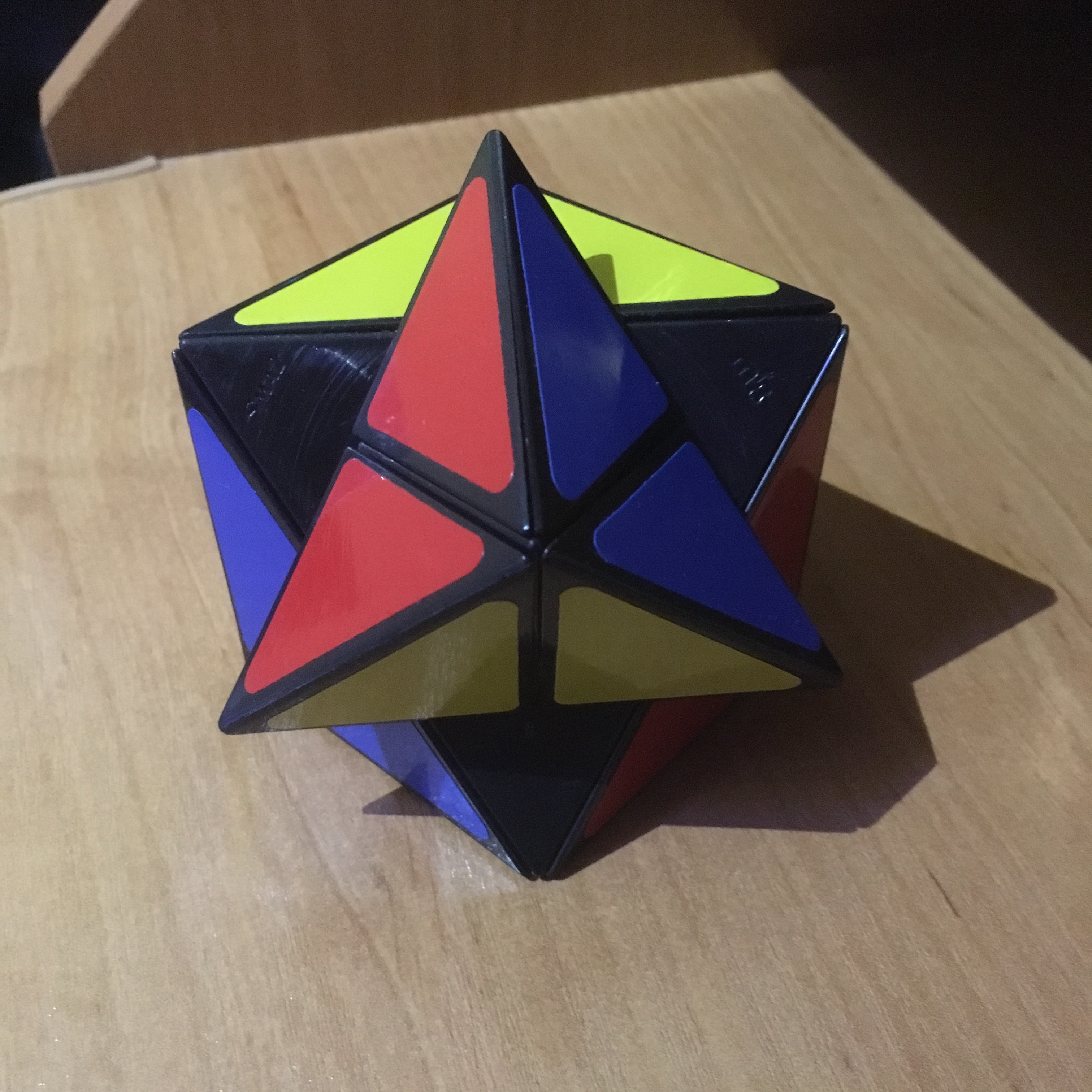
Движение кубика
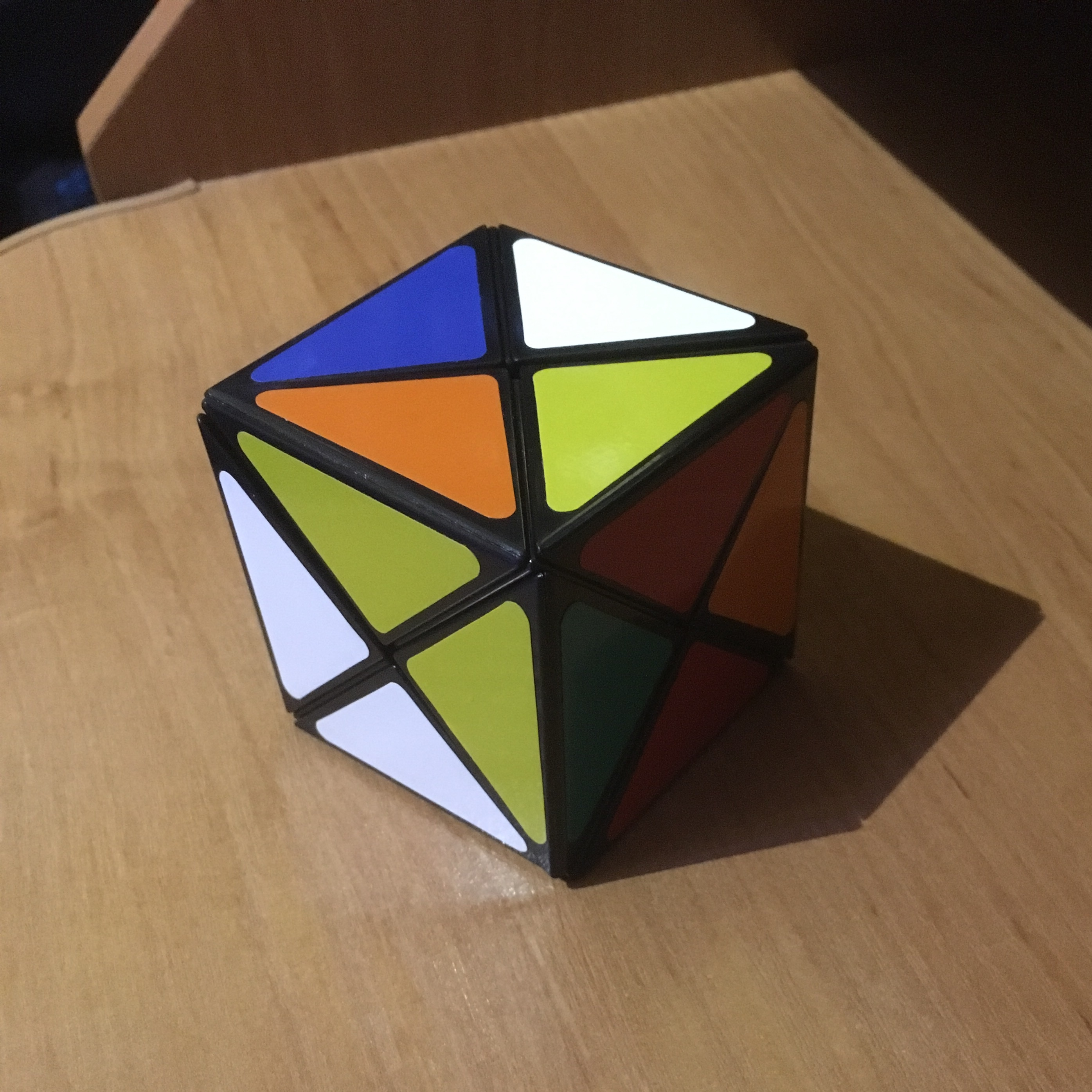
Разобранный кубик
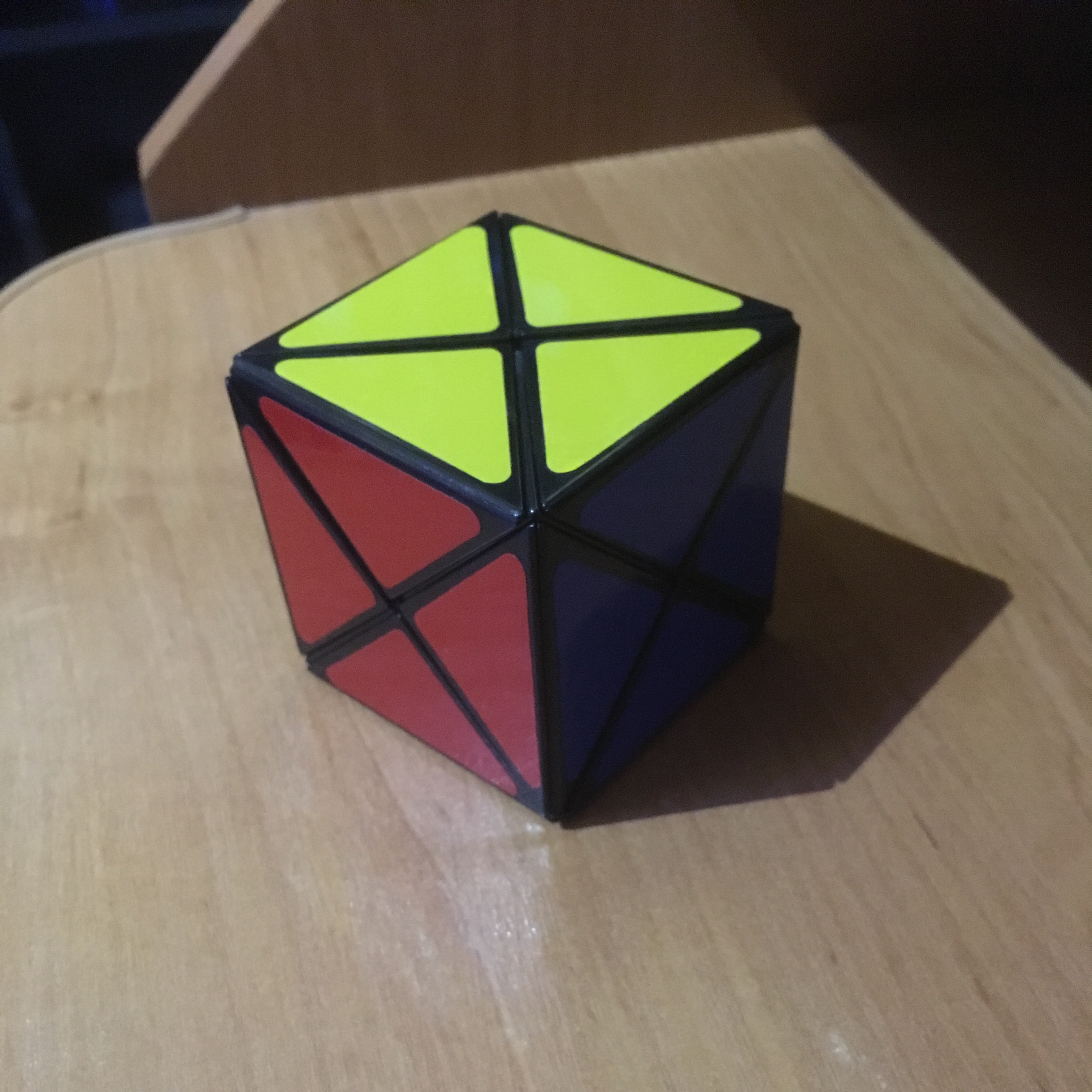
Собранный кубик с другого ракурса